# Jeszcze kocham
Jeszcze kocham – utwór z repertuaru Skaldów, skomponowany przez Andrzeja Zielińskiego do tekstu Andrzeja Jastrzębca-Kozłowskiego, w grudniu 1971 roku.
Piosenka została po raz pierwszy nagrana 22 maja 1972 roku w sali koncertowej Filharmonii Narodowej, na album zatytułowany Krywań, Krywań, wydany w tym samym roku. Następnie zespół zarejestrował ją jesienią 1972, na radziecką płytę Skaldy. W repertuarze koncertowym Skaldów piosenka znajdowała się od grudnia 1971, do końca 1972. Po wielu latach wykonali ją ponownie 22 sierpnia 2008, podczas Międzynarodowego Festiwalu Folkloru Ziem Górskich w Zakopanem.

## Muzycy biorący udział w nagraniu
- Andrzej Zieliński – fortepian;
- Jacek Zieliński – śpiew;
- Jerzy Tarsiński – gitara;
- Konrad Ratyński – gitara basowa;
- Jan Budziaszek – perkusja.